# Jin Mudi
Mudi (穆帝) est un empereur de Chine de la dynastie Jin de l'Est né en 343 et mort le 10 juillet 361. Il règne de 344 à sa mort.

## Biographie
Sima Dan est le fils de l'empereur Kangdi et de son épouse Chu Suanzi. Il succède à son père à sa mort, alors qu'il n'est âgé que de quelques mois. Sa mère exerce la régence, mais la réalité du pouvoir est entre les mains de l'oncle du nouvel empereur, Sima Yu, et du fonctionnaire He Chong. Ce dernier est remplacé par Cai Mo après sa mort, en 346.
En 348, Sima Yu et Cai Mo font appel à Yin Hao (en) afin de contrebalancer l'influence grandissante de l'ambitieux général Huan Wen (en), qui a conquis Cheng Han en 347. Cai Mo est disgracié en 350, puis c'est au tour de Yin Hao en 352. Sima Yu reste officiellement seul à la tête du gouvernement impérial, mais il est contraint de composer avec Huan Wen.
La régence de Chu Suanzi prend fin avec la majorité de l'empereur, en 357, mais Sima Yu et Huan Wen continuent à exercer le pouvoir. Mudi meurt quatre ans plus tard, sans laisser de fils. Son cousin Sima Pi est choisi pour lui succéder.